# Anno von Freising

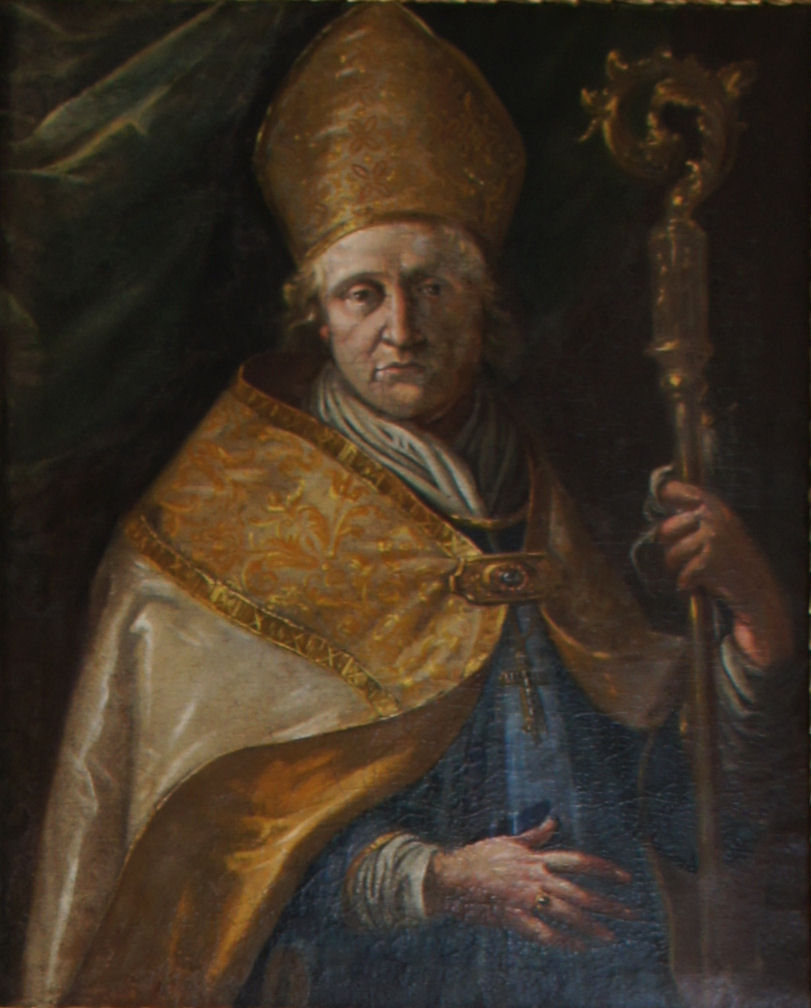
Anno auf einem Gemälde im Fürstengang Freising

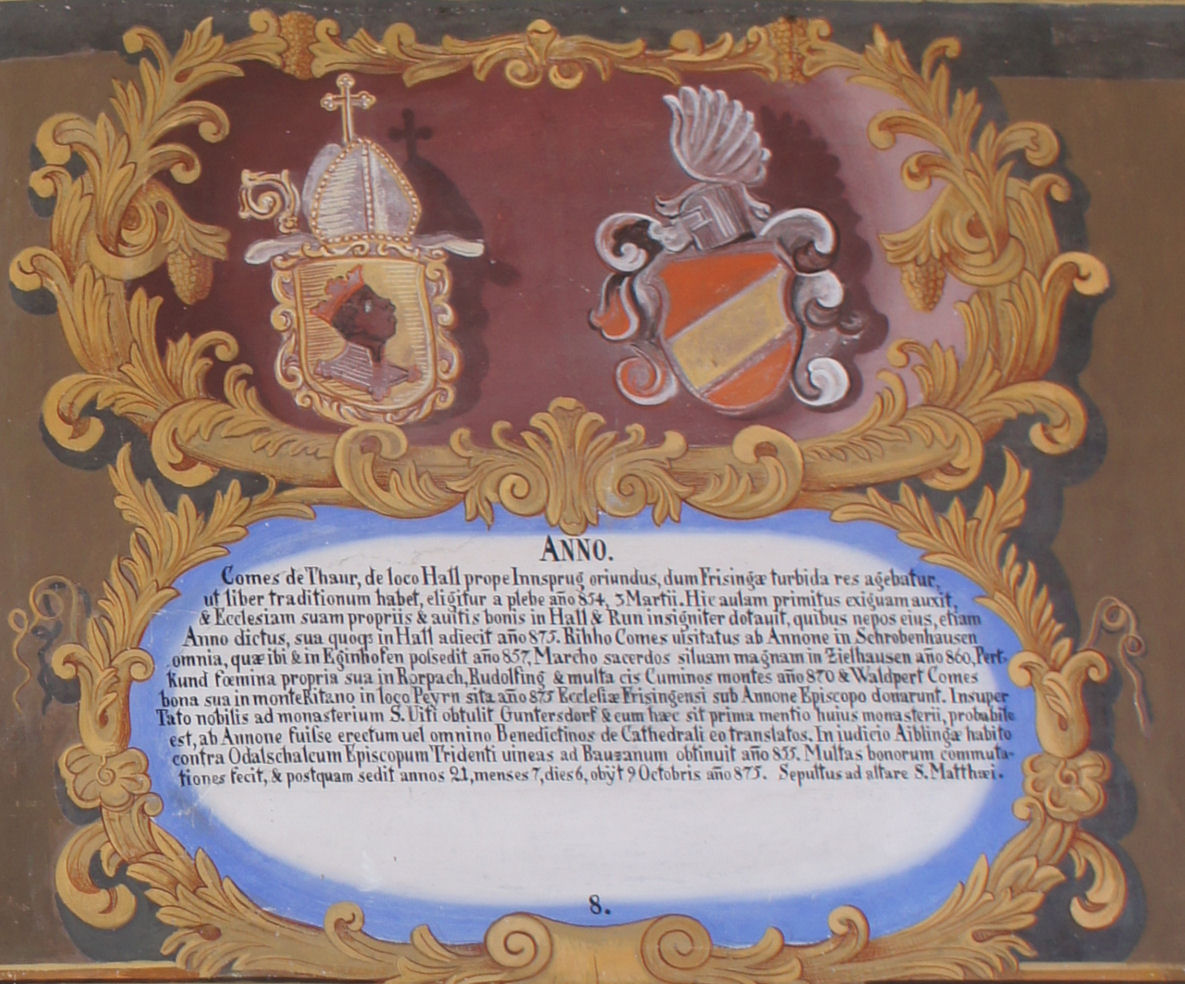
Wappentafel von Anno im Fürstengang Freising

Anno von Freising († 9. Oktober 875 in Freising) war seit dem Jahr 855 Bischof von Freising.
Er wurde 854 vom Volk zum Bischof gewählt, von König Ludwig II. (dem Deutschen) bestätigt und eingesetzt und am 23. Februar 855 geweiht. Anno konnte den Grundbesitz des Bistums deutlich ausweiten. So erwarb er zur Förderung des Freisinger Handels den Donauhafen Teugn. In dem Konflikt der bayerischen Bischöfe mit dem Slawenapostel Method wird Anno in einem Papstbrief als dessen Hauptgegner bezeichnet.
Anno veranlasste um 860 den Neubau des Freisinger Doms. Er gilt auch als Förderer der Schreibschule, der Freisinger Dombibliothek und widmete sich der Orgelbaukunst sowie der Musikpflege. 868 nahm er an der Synode von Worms teil, die langwirkende kirchenrechtliche Beschlüsse fasste.